# Prix Axel-Eggebrecht

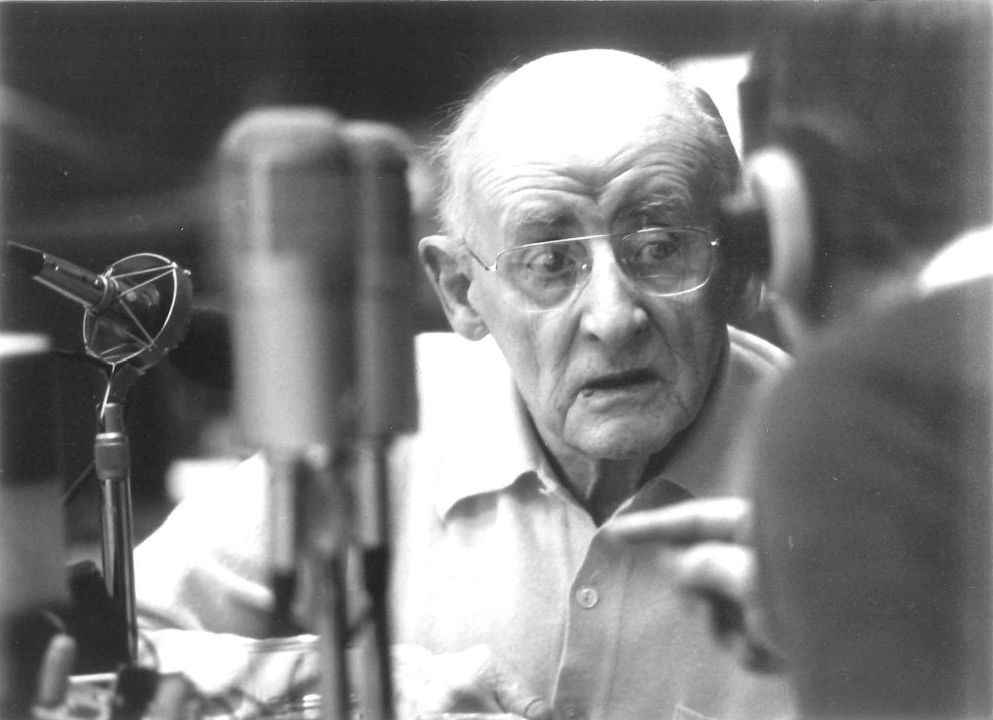
Axel Eggebrecht en 1988.

Le prix Axel-Eggebrecht est une récompense décernée par la ville allemande de Leipzig tous les deux ans depuis 2006, pour la meilleure émission radiophonique. Le prix porte le nom Axel Eggebrecht en mémoire pour ce scénariste allemand et personnalité radiophonique.

## Présentation
Le prix Axel Eggebrecht a été créé en 2006 par la Fondation des médias de la "Stadt und Kreissparkasse" de la ville de Leipzig. Ce prix porte le nom de l'écrivain et scénariste de longs métrages Axel Eggebrecht.
Ce prix du long métrage radiophonique vise à honorer l'œuvre d'auteurs qui « ont rendu des services exceptionnels au long métrage radiophonique ». Le prix Axel-Eggebrecht est doté de 10 000 euros et a été décerné tous les deux ans jusqu'en 2020, en alternance avec le prix Günter-Eich (qui récompense une œuvre théâtrale radiophonique). Depuis 2021, le prix Axel-Eggebrecht est décerné tous les deux ans en même temps que le prix Günter-Eich.